# Will Harvey
Pour les articles homonymes, voir William Harvey (homonymie) et Harvey.
Will Harvey, né en 1967, est un développeur de jeux vidéo et fondateur d'IMVU puis de There.

## Biographie
Il a étudié l'informatique à l'université Stanford où il a obtenu un doctorat. Pendant ses études, il a lancé deux entreprises de jeux vidéo dont plusieurs titres ont été édités par Electronic Arts.

## Ludographie
- Lancaster (1983)
- Music Construction Set (1984)
- Marble Madness (1986), portage du jeu d'arcade
- Zany Golf (1988)
- The Immortal (1990)